# Хасан аль-Кахир
Хаса́н аль-Кахи́р полное имя аль-Кахи́р ибн аль-Мухтади́ би-Кувватулла́х (араб. القاهران المهتدي بقوة الله‎; 1126—1162) — 22-й исмаилитский-низаритский имам. Считается, что он жил в уединении в Низаритском исмаилитском государстве, сосредоточенном вокруг замка Аламут. Считается, что внешне его представлял Кийа Бузург-Умид, а позже Мухаммад ибн Бузург-Умид.
Об аль-Кахире известно не так много, кроме того, что записано в традиционной доктрине низаритов-исмаилитов; он был отцом их 23-го имама, Хасана ʿАла Зикрихи’-с Салама, и, согласно традиции, явил себя своим последователям в 1164 году как сын из «Мухаммада аль-Мухтади».